# 168 до н. е.

## Події
- Битва при Підні
- Засновано місто Велес в Північній Македонії